# Serie chimica
Una serie chimica è un gruppo di elementi chimici le cui caratteristiche chimiche e fisiche variano progressivamente da un capo all'altro della serie. Le serie chimiche vennero scoperte prima della tavola periodica, che fu creata per organizzare gli elementi a seconda delle loro proprietà chimiche.
Molte serie chimiche corrispondono esattamente a gruppi della tavola periodica: non è una coincidenza, perché le proprietà chimiche che li accomunano derivano dalla stessa configurazione dei loro orbitali atomici, che li classificano nello stesso gruppo della tavola periodica.
Le serie chimiche della tavola periodica sono:
| Metalli alcalini         | (gruppo della tavola periodica 1)  |
| Metalli alcalino terrosi | (gruppo della tavola periodica 2)  |
| Lantanidi                |                                    |
| Attinidi                 |                                    |
| Metalli del blocco d     |                                    |
| Metalli del blocco p     |                                    |
| Metalloidi               |                                    |
| Non metalli              |                                    |
| Alogeni                  | (gruppo della tavola periodica 17) |
| Gas nobili               | (gruppo della tavola periodica 18) |